# Sherry

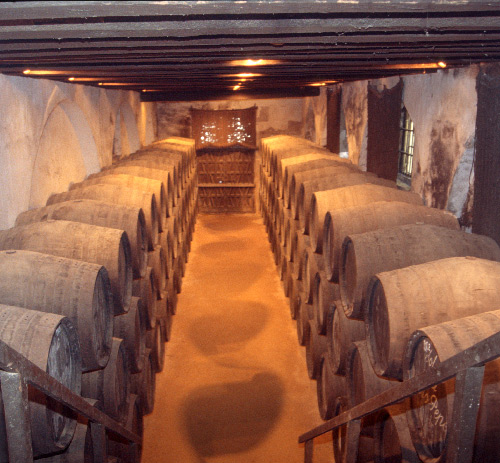
Botti di Jerez

Lo Sherry (in spagnolo jerez) è un tipo di vino liquoroso della Spagna, la cui zona di produzione, in origine, era costituita dai dintorni della città di Jerez de la Frontera, in Andalusia.

## Nome
Deve il suo nome all'antica città fenicia di Xerò, ribattezzata nei secoli con vari nomi:
- Ceretanum o Xera o Xeresium o Seriensis dagli antichi romani
- Sherish dagli arabi
- Jerez dagli spagnoli
- Sherry dagli inglesi
- Xérès dai francesi
- Херес (traslitterato in cheres o kheres) dai russi

## Produzione
È un vino liquoroso prodotto a partire da uve di tipo palomino (90% della produzione), Pedro Ximénez (abbreviato PX) e moscatel. Differisce dagli altri vini per il processo di lavorazione. Un tempo dopo la vendemmia l'uva veniva sottoposta a un appassimento su stuoie, mentre oggi si preferisce effettuare una vendemmia tardiva. La palomino è l'uva di gran lunga più usata. Grazie ai caldi venti del sud e allo strato protettivo di pruina presente sulla sua buccia, è favorita la formazione di colonie di lieviti indigeni, detti levaduras de flor, responsabili della formazione del cappello protettivo durante la fermentazione.
Dopo la raccolta avviene l'ammostamento, quindi si procede con una fermentazione rapida (8 giorni circa), subito seguita da una fermentazione malolattica (degradazione dell'acido malico in acido lattico, il quale ha un pH meno acido, con contemporanea produzione di anidride carbonica). A questo punto si procede con una "mutizzazione", cioè l'aggiunta di un distillato di vino a 78%, il quale blocca tutte le fermentazioni in atto, grazie all'azione antisettica e conservante. La gradazione alcolica viene così portata al 15-16% nel caso del tipo fino e 17-18% nel caso dell'oloroso.
Durante la fermentazione malolattica si forma uno strato di lieviti esausti in superficie chiamato flor (5-7 cm per il fino e 2-4 cm per l'oloroso). A questo punto il capataz (mastro cantiniere) seleziona il tipo di sherry in base allo spessore del flor e si procede all'invecchiamento. Gli sherry di tipo oloroso, avendo una gradazione alcolica oltre il 17%, subiscono un invecchiamento anche di tipo ossidativo, in quanto l'alto tasso alcolico fa sì che il flor si spacchi, portando il vino a contatto con l'ossigeno, il che produce alterazioni nel colore e nei profumi.

### Invecchiamento
Il sistema di invecchiamento è di tipo soleras y criaderas, in cui il vino viene periodicamente travasato dalle botti poste più in alto (le criaderas, che contengono il vino più giovane) a quelle poste al livello inferiore, fino ad arrivare a quelle che si trovano a contatto col suolo (le soleras, appunto, che contengono il vino nella sua ultima fase di invecchiamento).

### Datazione
Data il processo produttivo, lo sherry non è millesimato (coesistono tantissime annate). A volte l'anno 1851 è preso come riferimento principale per stabilire l'"antichità" delle vecchissime frazioni esistenti in cantina.

## Tipi di sherry
Secco
Fino: secco paglierino tenue; 15-17°
Manzanilla: fatto a Sanlucar De Barrameda, retrogusto sapido; 15-17°
Amontillado: secco paglierino carico; 17-22°
Oloroso: secco e semi secco; 17-22°
Palo Cortado: ha la morbidezza dell'oloroso e il gusto dell'amontillado; 17-22°
Dolce
Pedro Ximénes: prodotto da uve Pedro Ximénes che hanno subito un appassimento
Moscatel: parzialmente passito, molto dolce
Secco liquoroso
Cream: oloroso con aggiunta di mosto dolce o muto di Pedro Ximénes; 15,5-22°
Pale Cream: fino con aggiunta di dulce pasa, un mosto di uve palomino avente anche fino al 50% di zucchero ed addizionato di alcool di vino fino a 9%; 15,5-22°